# Rezerwat przyrody Bór
Rezerwat przyrody Bór – rezerwat leśny położony na terenie powiatu rzeszowskiego, w gminach Głogów Małopolski i Trzebownisko.
Obszar chroniony utworzony został w 1996 r. celem zachowania ze względów naukowych, dydaktycznych i kulturowych kompleksu leśnego dawnej Puszczy Sandomierskiej. Rezerwat położony jest poza granicami wielkoobszarowych form ochrony przyrody, ale posiada otulinę o powierzchni 382,17 ha.
Rezerwat obejmuje 368,67 ha (akt powołujący podawał 365,43 ha) lasu zlokalizowanego w południowej części Puszczy Sandomierskiej, około 2 km na południowy wschód od Głogowa Małopolskiego. Równinny obszar rezerwatu urozmaicają wydmy i misy deflacyjne porośnięte drzewostanem reprezentującym różnorodne zbiorowiska różniące się żyznością i wilgotnością siedlisk. Występują tu dwa chronione siedliska przyrodnicze: grąd subkontynentalny i żyzna buczyna karpacka. W drzewostanie dominuje jednak kontynentalny bór mieszany, któremu towarzyszy bór wilgotny i świeży oraz ols.
W rezerwacie występują liczne chronione gatunki roślin: widłak jałowcowaty, wawrzynek wilczełyko, rosiczka okrągłolistna, centuria pospolita, lilia złotogłów, śnieżyczka przebiśnieg, zimowit jesienny i podkolan biały. Występuje tu też niechroniony, ale rzadki czosnek siatkowaty.
W rezerwacie znajduje się miejsce pamięci narodowej ze zbiorowymi mogiłami zamordowanej przez hitlerowców podczas II wojny światowej ludności cywilnej – około 5000 Żydów i 300 Polaków. 
Teren rezerwatu został udostępniony do zwiedzania szlakami dla ruch pieszego.